# Czalbert-Halasi János
Czalbert-Halasi János (Szentlőrinckáta, 1950. április 29.) orvos, az orvostudomány kandidátusa.

## Életpályája
Középiskolai tanulmányait a jászberényi Kállai Éva Gimnáziumban végezte. Az érettségi után a Semmelweis Orvostudományi Egyetem (ma Semmelweis Egyetem) Általános Orvostudományi Karán folytatta tanulmányait.
1981-ben sebészetből, 1998-ban traumatológiából, 2008.-ban háziorvostanból, 2011.-ben egészségbiztosításból szakvizsgázott. 1987-ben elnyerte az orvostudomány kandidátusa címet. Az ELTE-n jogi szakoklevelet (2002), a Budapesti Műszaki és Gazdaságtudományi Egyetemen MBA diplomát kapott (2003).

## Munkássága
Egy magyar szabadalom birtokosa: szerkezeti elrendezés in vivo rendszerek nyomás és áramlás mérésére (1981)
Klinikai orvosként az OTE II. sebészeti klinikáján, és a SE Sebészeti tanszékén dolgozott. Öt évig volt az Országos Mentőszolgálat Kórházának szakambulancia vezetője, nyolc éven át a Dunakeszi Járóbeteg Szakellátási Intézet főigazgatója. Kutatási területe a vastag és végbéldaganatok, rákelőző állapotok korai felderítése. A végbélsebészet területén új műtéti eljárásokat vezetett be. Kutatási tapasztalataiból rendszeresen tartott előadásokat hazai, és külföldi kongresszusokon, tudományos fórumokon. Több, mint kétszáz tudományos publikáció szerzője. Több klinikai vizsgálatban vett részt. Két szépirodalmi könyvet írt.
Ismertek az építészet, és a szobrászat határterületén nyilvántartott tervei alapján megvalósított alkotások. Több hazai, és nemzetközi kiállításon vett részt képeivel, orvos képzőművészeti csoport tagjaként.

## Családja
Felesége Molnár Erika cégvezető, gazdasági referens. Három gyermeke van, lánya Gabriella, fiai András és Dávid.

## Főbb publikációi
1. Az egészségnevelés jelentősége a kolorektális rák szűrésében Egészségnevelés 6. 269-271. 1986. Czalbert H. J
2. Hétféle rejtett bélvérzést kimutató teszt klinikai és laboratóriumi vizsgálata. Med Univ 6. 38-40, 1986. Czalbert H. J
3. Carcinoembrionic Antigen (CEA) determination in Colorectal Cancer. IX Eacr. meeting, abst.55 Helsinki 1987 Czalbert H. J
4. Screening tests for Colorectal Cancer Coloproctology 5. 309-311, 1987 Czalbert H. J
5. Számítógépes módszerek a kolorektális rák korai felderítésében. Kísérletes Orvostudomány 39. 145-151, 1987. Czalbert H. J et al
6. Tumor markers in the follow up of patients with colorectal cancer (experiences with CEA) Magy Onk 31, 273-276, 1987. Czalbert H. J, Hornok L
7. Kolorektális rák felderítésének hazai szempontjai Magy Seb 40. 213-216, 1987. Czalbert H. J
8. Kolorektum betegségei ellátásának néhány fontosabb kérdése. Med Univ 4.221-223 1988. Czalbert H. J
9. Béldaganatok szűrése kétfázisú peroxid teszttel. Magy Onk 33. 188-190,1989 Czalbert H. J
10. Experiences made with colorectal cancer screening. Abstr.16 th International Conference on Gastrointestinal Cancer Jerusalem, Israel 1989 Czalbert H. J
11. Algunos aspectos del tratramiento de enfermos que quentan con affectiones del colon i recto XI Congresso de la Associacion Latinoamerikana de colo-
proctologia XVI Congresso Nacional e Internacional de la Sociedad Mexicana de cirujanos de recto i colon A. C.XI Curso Internacional de Postgrado de colo-
proctologia abstr 14 Acapulco 1989 Czalbert H. J
12. Early detection of the colorectal cancer Oncology 47. 209-214, 1990. Czalbert H. J et al
13. Experience gianed by applying different methods in preparation outpatient flexibile sigmodeoscopy with barium enema x-ray. The world Congresses of Gastroenterology, Sydney 1990. Czalbert H. J, et al
14. Expereinces de 10 ans traitement radio chirurgical des tumeurs du rectum at del anus. Lyon CRC.1990.Czalbert H J
15. Experiences gained by applying colpermin with patients of irritable colon syndroma Internacional symposium on Pharmacotherapy of Gastrointestinal Motor Disordes Adelaide. 1990 Czalbert H. J
16. Guajak rezin tartalmú szűrőpapir-teszt és immunológiai eljárások a béldaganatok szűrésére kétfázisú rendszerben. Gyógyszerészet 34. 291-293,.1990. Czalbert H. J
17. A clinical evaluation of usefullness of anorectal functional examinations Coloproctology 15. 55-57, 1991. Czalbert H. J
18. A case of Fournier’s gangrene Acta Chir Hung 32 (1) 13-15, 1991. Czalbert H. J, et al.
19. Expereiences with occult blood screening for Colorectal Cancer 5th International symposium on Colorectal Cancer Biology and Management of High Risk Groups. Torino 1991. Czalbert H. J
20. Ten years experiences in the ambulatory management of pediatric anorectal disorders, 9th Asian Pacific Congress of Gastroenterology and 6th Asian Pacific Congress of Digestive endoscopy, Bangkok, 1992. Czalbert H J
21. Office proctology-achievements, limitations and perspectives International society of University Colon and Rectal Surgeons XIVth BIENNAL Congress 1992 Czalbert H. J
22. Alternatív kezelési módok az aranyeresség ambuláns gyógyításában: infravörös koagulációval szerzett megfigyelések 16. Orv Hetil 859-860, 1994. Czalbert H. J
23. Colorectal Cancer Screening. Hungarian Experiences. The World Congress of Gastroenterology Los Angeles 1994 Czalbert H. J
24. Kolorektális daganatok másodlagos megelőzése, szűrése Magy Onk XL 2, 95-98. 1996. Czalbert H. J
25. A lakosság megelőző aktivitásának egészség lélektani értékelése vastagbélrák-szűrővizsgálatok alkalmával Egészségnevelés, XXXVIII, 133-134. 1997. Czalbert, H. J et al
26. Moist therapy helye az onkológiai betegek ellátásában, Magy Onk 43.1999. Czalbert H J, et al
27. Sürgős ellátást igénylő végbéltáji betegségek a háziorvosi gyakorlatban Praxis 9. 47-49, 2000. Czalbert H. J
28. Update on Hungarian Health System 33rd Annual meeting of HMA, Sarasota Fl. USA 2001. Czalbert H. J
29. Minőségügyi Indikátorok alkalmazása járóbeteg szakellátásban IME III. évf. 6. sz.2005. Czalbert H. J et al